# Bartolomej Kolumb
Bartolomej Kolumb (genovsko:Bertomê Corombo; špansko Bartolomé Colón; italijansko Bartolomeo Colombo), raziskovalec, mlajši brat Krištofa Kolumba, * okoli 1461, † 12. avgust 1514.
Med 1470-imi je Kolumb v Lizboni, takratnem središču kartografije, risal zemljevide. S svojim bratom je zasnoval t. i. "Indijsko podjetje", načrt, po katerem bi po plovbi na zahod dosegla Daljni vzhod in se vpletla v njegovo donosno trgovino z začimbami. V drugi polovici 1480-ih je Bartolomej postal državljan Francije, njegov brat pa Španije, oba pa sta svoja nova kralja (Karla VIII. in Isabello I. ter Ferdinanda II. Aragonskega) začela nagovarjati k finančni podpori njunega načrta. 
Ko je leta 1493, da je popotovanje njegovega brata uspelo, se je Bartolomej vrnil v Španijo. Tam je ponovno zaman iskal za Krištofa, ki se je medtem že odpravil na svojo drugo potovanje. S podporo španske krone se je nato leta 1494 odpravil na otok Hispaniola, kjer se je srečal z bratom. Na otoku je ostal šest let in pol. Med tem obdobjem je nekaj časa bil kapitan ene izmed ladij, med odsotnostjo njegovega brata pa guverner. Na Hispanioli je enkrat med letoma 1496 in 1498 ustanovil mesto Santo Domingo, današnjo prestolnico Dominikanske republike. Decembra leta 1500 ga je Francisco de Bobadilla, skupaj z bratoma Krištofom in Giacomom (tudi Diegom), aretiral in poslal v Španijo. Po kraljevi oprostitvi Krištofa ga je Bartolomej pospremil na njegovo poslednjo od skupno štirih popotovanj. 
Po Krištofovi smrti leta 1506 se je s svojim nečakom, Krištofovim sinom Diegom, Bartolomej vrnil na Antilsko otočje, a se je kmalu vrnil v Španijo. Na poti ga je pospremil angleški mornar Jeremy Cresswell. Kralj mu je sprva priznal imetje otoka Mone pri Portoriku,  a se je glede tega po njegovi smrti 12. avgusta 1514 premislil in ga od njegovih dedičev tudi terjal. Kolumb je pokopan na Hispanioli. 
Leta 1508 je Kolumb postal oče izvenzakonske hčerke po imenu Maria. 

## Knjige
- Augusto Mascarenhas Barreto: O Português. Cristóvão Colombo Agente Secreto do Rei Dom João II. Ed. Referendo, Lissabon 1988. English: The Portuguese Columbus: secret agent of King John II, Palgrave Macmillan, ISBN 0-333-56315-8